# مينا (أركنساس)
مينا (بالإنجليزية: Mena, Arkansas)‏ هي مدينة تقع في مقاطعة بولك، أركنسو بولاية أركنساس في الولايات المتحدة. تبلغ مساحة هذه المدينة 17.6 (كم²)، وترتفع عن سطح البحر 357 م، بلغ عدد سكانها 5737 نسمة في عام 2010 حسب إحصاء مكتب تعداد الولايات المتحدة.

## التركيبة السكانية
حدّد مكتب تعداد الولايات المتحدة بيانات التركيبة السكانية لمينا في تعداد الولايات المتحدة. في ما يلي، التركيبة السكانية حسب تعدادي 2000 و2010.

### تعداد عام 2000
بلغ عدد سكان مينا 5,637 نسمة بحسب تعداد عام 2000، وبلغ عدد الأسر 2,431 أسرة وعدد العائلات 1,545 عائلة مقيمة في المدينة. في حين سجلت الكثافة السكانية 313.9 نسمة لكل كيلومتر مربع (813.0/ميل2). وبلغ عدد الوحدات السكنية 2,771 وحدة بمتوسط كثافة قدره 154.3 لكل كيلومتر مربع (399.6/ميل2).
وتوزع التركيب العرقي للمدينة بنسبة 96.91% من البيض و0.20% من الأمريكيين الأفارقة و0.87% من الأمريكيين الأصليين و0.27% من الأمريكيين ذوي الأصول الآسيوية و0.05% من سكان جزر المحيط الهادئ و0.50% من الأعراق الأخرى و1.21% من عرقين مختلطين أو أكثر و2.18% من الهسبانيون أو اللاتينيون من أي عرق.
بلغ عدد الأسر 2,431 أسرة كانت نسبة 29.6% منها لديها أطفال تحت سن الثامنة عشر تعيش معهم، وبلغت نسبة الأزواج القاطنين مع بعضهم البعض 49.7% من أصل المجموع الكلي للأسر، ونسبة 10.9% من الأسر كان لديها معيلات من الإناث دون وجود شريك، بينما كانت نسبة 3% من الأسر لديها معيلون من الذكور دون وجود شريكة وكانت نسبة 36.4% من غير العائلات. تألفت نسبة 33.7% من أصل جميع الأسر من عدة أفراد يعيشون في نفس المنزل ونسبة 18.9% كانت تتألف من شخص يعيش بمفرده يبلغ من العمر 65 عاماً أو أكثر. وبلغ متوسط حجم الأسرة المعيشية 2.24، أما متوسط حجم العائلات فبلغ 2.85.
بلغ العمر الوسطي للسكان 41.0 عاماً. وكانت نسبة 23.1% من القاطنين تحت سن الثامنة عشر، وكانت نسبة 7.6% بين الثامنة عشر والرابعة والعشرين عاماً، ونسبة 23.6% كانت واقعةً في الفئة العمرية ما بين الخامسة والعشرين والرابعة والأربعين عاماً، ونسبة 20.7% كانت ما بين الخامسة والأربعين والرابعة والستين، ونسبة 21.7% كانت ضمن فئة الخامسة والستين عاماً فما فوق. يوجد لكل 100 أنثى 86.2 ذكر، ويوجد لكل 100 أنثى في الثامنة عشر من عمرها فما فوق 82.4 ذكر.
بلغ متوسط دخل الأسرة في المدينة 22,671 دولارًا، أما متوسط دخل العائلة فبلغ 30,164 دولارًا. وكان متوسط دخل الذكور 23,665 دولارًا مقابل 18,472 دولارًا للإناث. وسجل دخل الفرد الخاص بالمدينة 14,710 دولارًا. وكانت نسبة 12.1% من العائلات ونسبة 17.6% من السكان تحت خط الفقر، وكان من هؤلاء نسبة 22.8% تحت سن الثامنة عشر ونسبة 16.8% في الخامسة والستين من العمر وما فوق.

### تعداد عام 2010
بلغ عدد سكان مينا 5,737 نسمة بحسب تعداد عام 2010، وبلغ عدد الأسر 2,505 أسرة وعدد العائلات 1,517 عائلة مقيمة في المدينة. في حين سجلت الكثافة السكانية 319.4 نسمة لكل كيلومتر مربع (827.2/ميل2). وبلغ عدد الوحدات السكنية 2,875 وحدة بمتوسط كثافة قدره 160.1 لكل كيلومتر مربع (414.7/ميل2).
وتوزع التركيب العرقي للمدينة بنسبة 94.37% من البيض و0.24% من الأمريكيين الأفارقة و1.55% من الأمريكيين الأصليين و0.82% من الأمريكيين ذوي الأصول الآسيوية و0.07% من سكان جزر المحيط الهادئ و0.66% من الأعراق الأخرى و2.28% من عرقين مختلطين أو أكثر و3.40% من الهسبانيون أو اللاتينيون من أي عرق.
بلغ عدد الأسر 2,505 أسرة كانت نسبة 27.5% منها لديها أطفال تحت سن الثامنة عشر تعيش معهم، وبلغت نسبة الأزواج القاطنين مع بعضهم البعض 45% من أصل المجموع الكلي للأسر، ونسبة 11.9% من الأسر كان لديها معيلات من الإناث دون وجود شريك، بينما كانت نسبة 3.8% من الأسر لديها معيلون من الذكور دون وجود شريكة وكانت نسبة 39.4% من غير العائلات. تألفت نسبة 35.4% من أصل جميع الأسر من عدة أفراد يعيشون في نفس المنزل ونسبة 20.2% كانت تتألف من شخص يعيش بمفرده يبلغ من العمر 65 عاماً أو أكثر. وبلغ متوسط حجم الأسرة المعيشية 2.23، أما متوسط حجم العائلات فبلغ 2.86.
بلغ العمر الوسطي للسكان 43.4 عاماً. وكانت نسبة 23.1% من القاطنين تحت سن الثامنة عشر، وكانت نسبة 7% بين الثامنة عشر والرابعة والعشرين عاماً، ونسبة 21.3% كانت واقعةً في الفئة العمرية ما بين الخامسة والعشرين والرابعة والأربعين عاماً، ونسبة 24.1% كانت ما بين الخامسة والأربعين والرابعة والستين، ونسبة 24.5% كانت ضمن فئة الخامسة والستين عاماً فما فوق. وتوزع التركيب الجنسي للسكان بنسبة 47.1% ذكور و52.9% إناث.

## أعلام
- مايك سيمبسون
- نيت بيل
- ماركوس ريتشموند

## وصلات خارجية
- The US50 - Cities and Towns in Arkansas State
- 2012 United States Census Estimate